# Theodizee
Theodizee [teodiˈʦeː] (französisch théodicée, griechisch θεοδικία theodikía von altgriechisch θεός theós ‚Gott‘ und δίκη díkē ‚Gerechtigkeit‘) heißt „Gerechtigkeit Gottes“ oder „Rechtfertigung Gottes“. Gemeint sind verschiedene Versuche einer Antwort auf die Frage, wie das Leiden in der Welt mit der Annahme zu vereinbaren sei, dass ein (zumeist christlich-monotheistisch aufgefasster) Gott sowohl allmächtig und allwissend als auch gut sei. Konkret geht es um die Frage, wie ein Gott oder Christus wissentlich das Leiden unter der Voraussetzung zulassen kann, dass er doch die Omnipotenz („Allmacht“) und den Willen („Güte“) besitze, das Leiden zu verhindern. Die ursprünglich französische Bezeichnung théodicée (später deutsch „Theodizee“) geht auf den deutschen Philosophen und frühen Vordenker der Aufklärung Gottfried Wilhelm Leibniz zurück.
Der Hinweis auf das Leid als religiöse oder religionskritische Frage ist bereits in Kulturen der Antike, z. B. im alten China, in Indien, Iran, Sumer, Babylonien und Ägypten zu finden. Skeptische Philosophen der griechischen Antike argumentierten, dass der Demiurg (göttlicher Schöpfer) – wenn er existiere – in der Tat Übel verhindern müsse, und führten teils weitere Argumente zugunsten eines Agnostizismus oder Atheismus an.
Besonders ausgeprägt ist das Theodizeeproblem im Monotheismus. Nach moderner Theologie behandelt schon die Geschichte von Hiob aus dem jüdischen Tanach (christliches Altes Testament) die Frage, wie es sein könne, dass ein allmächtiger Gott dulde, dass guten Menschen Böses widerfahre.
Die klassische Frage der christlichen Theologie nach der Rechtfertigung Gottes stellte sich für viele religiöse abendländische Menschen in besonderer Weise nach den Schrecken des Holocaust (vgl. auch Theologie nach Auschwitz).

## Problem
Eine prägnante, oft zitierte philosophische Formulierung der Theodizee lautet:
Entweder will Gott die Übel beseitigen und kann es nicht:
Dann ist Gott schwach, was auf ihn nicht zutrifft,
Oder er kann es und will es nicht:
Dann ist Gott missgünstig, was ihm fremd ist,
Oder er will es nicht und kann es nicht:
Dann ist er schwach und missgünstig zugleich, also nicht Gott,
Oder er will es und kann es, was allein für Gott ziemt:
Woher kommen dann die Übel und warum nimmt er sie nicht hinweg?
Diese Argumentation wurde von dem lateinisch-afrikanischen Rhetoriklehrer und christlichen Apologeten Lactantius (ca. 250 bis nach 317) überliefert, der sie dem Philosophen Epikur zuschrieb; allerdings zu Unrecht, denn sie ist nicht epikureisch, sondern ist wohl in Anlehnung an einen unbekannten skeptizistischen Philosophen formuliert worden – möglicherweise Arkesilaos oder Karneades. Cicero hatte mit Berufung auf Poseidonios berichtet, Epikur habe die Götter ihrer Untätigkeit wegen geleugnet. Der Skeptiker Sextus Empiricus hat im 2. Jahrhundert n. Chr. eine ähnliche, etwas ausführlichere Überlegung entwickelt, die davon ausgeht, dass Gott für alles sorgen müsste, wonach es kein Übel geben dürfte, es existiert aber Übel; die Konsequenz, dass demnach Gott (weil widersprüchlich) nicht existiert, wird nicht expliziert, ist aber offensichtlich impliziert.
Man kann die Theodizee als Widerspruch konstruieren, der sich aus der Annahme ergibt, dass es Übel in der Welt gibt und Gott existiert:
1. Gott existiert und es gibt Übel in der Welt.
2. Wenn Gott existiert, dann ist Gott allmächtig.
3. Wenn Gott allmächtig ist, dann kann Gott das Übel verhindern.
4. Wenn das Übel existiert, dann kann Gott das Übel nicht verhindern.
5. Wenn Gott existiert und das Übel existiert, dann kann Gott das Übel verhindern und nicht verhindern. (Widerspruch)

Ähnliche Argumente lassen sich ebenfalls für andere Eigenschaften Gottes konstruieren, d. h., wenn Gott allwissend ist, dann erkennt er das Übel, und wenn Gott allgütig ist, dann will er das Übel verhindern. Das Problem wird nicht wesentlich modifiziert, wenn der Bereich der relevanten Übel spezifisch qualifiziert wird. So rekonstruiert, muss nach üblicher Analyse mindestens eine der Aussagen im obigen Argument modifiziert oder negiert werden. Die nachfolgenden Lösungsansätze tun dies auf unterschiedliche Weise.

## Lösungsansätze

### Übel als „Mangel an Gutem“
Schon der frühe christliche Kirchenlehrer und Philosoph Augustinus und später mittelalterliche Denker wie der Dominikaner Thomas von Aquin begründeten die Auffassung, das Übel habe kein eigenständiges Sein, sondern sei nur Mangel an Sein bzw. Mangel am Guten (privatio boni). Thomas nannte als Beispiel die Blindheit, die Entbehrung des Augenlichtes sei. Diese philosophische Position geht demnach von einem realen Mangel aus – im Gegensatz zu jener, die behauptet, das Leid bzw. das Übel sei für den davon Betroffenen nicht real.
Diese Privationstheorie hat eine „außerordentliche Erfolgsgeschichte“ hinter sich, schreibt der zeitgenössische Theologe Friedrich Hermanni. Vom 2. bis in das 17. Jahrhundert hinein sei sie in fast allen philosophischen Systemen unumstritten gewesen – zwischen den Kirchenvätern und den spätantiken Philosophen, zwischen Aristotelikern und Platonikern, zwischen Thomisten und Scotisten, zwischen Reformatoren wie Philipp Melanchthon und römisch-katholischen Dogmatikern wie Robert Bellarmin sei dies ein Punkt gewesen, in dem man sich einig war.
Im 17. Jahrhundert und bei einigen sogenannten Nominalisten im Universalienstreit bereits im 14. Jahrhundert wurde das Leiden hingegen als ein Seiendes – eine auf empirischen Feststellungen beruhende Tatsache – betrachtet. Daher komme dem Übel auch eine eigene Realität zu. Weiterhin wurde vorgebracht, dass auch ein bloßer Mangel an Gutem, der zu Leid führt, nicht mit der Allmacht und Allgüte Gottes zu vereinbaren sei.

### Erklärungen für Übel werden in einem größeren Zusammenhang gesucht

#### Leibniz′ „beste aller möglichen Welten“
Nach der Monadologie von Gottfried Wilhelm Leibniz gibt es eine unendliche Anzahl möglicher Welten. Von diesen hat Gott nur eine geschaffen, nämlich die vollkommenste, „die beste aller möglichen Welten“. Leibniz argumentierte:
- Gottes unendliche Weisheit lasse ihn die beste unter allen möglichen Welten herausfinden,
- seine unendliche Güte lasse ihn diese beste Welt auswählen,
- und seine Allmacht lasse ihn diese beste Welt hervorbringen.

Folglich müsse die Welt, die Gott hervorgebracht hat – also die tatsächlich existierende Welt –, „die beste aller möglichen Welten“ sein, und jede Form des Übels sei letztlich notwendig und erklärbar.
Dagegen brachte der Philosoph Gerhard Streminger verschiedene Einwände vor. Schon in dem Begriff „beste Welt“ sah er eine Schwierigkeit: Dieser Begriff sei „unbestimmt, da sich bei der Endlichkeit alles Geschaffenen über jede bestimmte Welt hinaus noch eine bessere denken lässt, so wie […] über jede größte Zahl noch eine größere“.
Außerdem meinte Streminger, ohne Zusatzüberlegungen enthalte Leibniz’ Argumentation eine Petitio Principii: Leibniz stütze den Hauptsatz seiner Theodizee, dass die vorhandene Welt die beste aller möglichen sei, mit dem Hinweis auf die Weisheit und Güte Gottes. So werde das, was in der Theodizee erst noch zu beweisen sei, nämlich die Güte Gottes, bereits als erwiesen vorausgesetzt.
Der Philosoph Bertrand Russell bekundete „höchstes Erstaunen“ darüber, „dass Menschen glauben können, diese Welt mit allem, was sich darin befindet, und mit all ihren Fehlern sei das Beste, was Allmacht und Allwissenheit in Millionen von Jahren erschaffen konnten“. Er fragte: „Meinen Sie, wenn Ihnen Allmacht und Allwissenheit und dazu Jahrmillionen gegeben wären, um Ihre Welt zu vervollkommnen, dass Sie dann nichts Besseres als den Ku-Klux-Klan oder die Faschisten hervorbringen könnten?“
Eine weithin bekannte Antwort auf Leibniz’ Lösungsvorschlag ist Voltaires satirische Novelle Candide oder der Optimismus.

#### Kontraste und ihr Nutzen
„Im Wege des Kontrastes und der Ergänzung“ leisteten Übel „zum optimalen Gesamtbild dieser Welt einen unverzichtbaren Beitrag“, so beschreibt der Philosoph Norbert Hoerster einen anderen Lösungsansatz.
Die Gegenüberstellung von Gegensätzen verschöne die Rede, erklärte Kirchenlehrer Augustinus, um fortzufahren: „so bewirkt die göttliche Redekunst, die statt der Worte sich der Dinge bedient, durch dieselbe Gegenüberstellung von Gegensätzen die Schönheit des Weltalls.“ Der Philosoph Gottfried Wilhelm Leibniz meinte: „Da aber die göttliche Weisheit … das erwählen mußte, was den besten Zusammenklang ergab und das Laster durch diese Pforte eingetreten ist: so wäre Gott nicht vollkommen gut, nicht vollkommen weise gewesen, wenn er es ausgeschlossen hätte.“
Zu Argumenten dieser Art meint der Philosoph Gerhard Streminger: „Selbst wenn im ästhetischen Bereich häßliche Teile zu einem Gesamtschönen zusammengefügt werden können, so ist nicht einzusehen, daß ein gütiger Gott Menschen wie Figuren in einem Schachspiel behandeln sollte – und nicht wie Individuen mit eigenen Antrieben. Menschen besitzen einen Eigenwert und nicht bloß einen Wert in einem übergeordneten Rahmen“, und: „Es existiert keine Analogie zwischen schön und gut. […] die Behauptung, das Vollkommene werde durch Leid erhöht, ist spätestens dann voll Lebensverachtung, wenn dieses Leid über ein gewisses Maß an Stärke und Quantität hinausgeht.“ Eine „christliche Theodizee“, erklärt Streminger, „muß um die moralische Persönlichkeit zentriert sein und nicht um die Idee der Schönheit des ganzen Universums; ihr entscheidender Grundsatz muß ethisch und kann nicht ästhetisch sein.“
Eine Variante dieses Lösungsansatzes stellt Gerhard Streminger vor: „daß Leid […] unerläßlich sei zum Bewußtwerden des Guten“. Streminger bestreitet das. Er weist darauf hin, dass ein allmächtiger Gott uns so geschaffen haben könnte, „daß wir das Gute als solches erkennen, es also auch dann schätzen, wenn wir Schlechtes niemals erfahren haben.“ Zu dem „Prinzip des Gegensatzes, demzufolge kontinuierliche Lust und Freude von niemandem als solche erlebt werden könne“, meint Streminger, mit einem solchen Prinzip könne bestenfalls ein äußerst geringes Maß an Leid erklärt werden. Selbst wenn dieses Prinzip plausibel wäre, würde als Gegensatz Langeweile genügen.

#### Irenäische Theodizee (Soul-making)
Übel und Leiden könnten für ein spirituelles Wachstum notwendig sein. Diese Überlegung wurde von dem Theologen und Religionsphilosophen John Hick entwickelt und nach dem Kirchenvater Irenäus benannt. Das Verhältnis dieser Überlegung zur Willensfreiheit erläutert der Theologe Armin Kreiner folgendermaßen: Die „irenäische Theodizee“ sei keine Alternative zum Argument der Willensfreiheit, sondern setze diese als konstitutiven Bestandteil voraus. Die Existenz der Willensfreiheit ermögliche die Genese der Sittlichkeit.
Ein Problem dabei ist, dass viele Übel nicht dazu beizutragen scheinen, wie das Leiden von jungen, unschuldigen Kindern. Andere genießen ein Leben in Bequemlichkeit und Luxus, in dem es buchstäblich nichts gibt, was zu einer moralischen Entwicklung herausfordern würde. Ein weiteres Problem entsteht bei dieser Art von Theodizee, wenn beim „spirituellen Wachstum“ auf die Nützlichkeit zur Überwindung von Übel abgestellt wird. Denn wenn es kein Übel gäbe, das überwunden werden müsste, dann würde eine solche Fähigkeit ihre Nützlichkeit verlieren. In diesem Fall wäre es nötig, mehr über den inhärenten Wert von spiritueller Gesundheit zu sagen.

#### Umgestaltung des Menschen als Ziel Gottes
Durch die gesamte Bibel findet sich immer wieder der Hinweis, dass Gott durch Leiden Menschen in seine Nähe ziehen möchte: Nachdem Ijob durch das Leid gegangen ist, sagt er am Ende des Buches in Ijob 42,5 : „Ich hatte von dir nur vom Hörensagen vernommen; aber nun hat mein Auge dich gesehen.“
Ähnliche Aussagen sind zu finden in
- Ps 78,34 EU: „Wenn er den Tod unter sie brachte, suchten sie Gott und fragten wieder nach ihm.“
- Röm 8,28 EU: „Wir wissen aber, dass denen, die Gott lieben, alle Dinge zum Besten dienen, denen, die nach seinem Ratschluss berufen sind.“
- Heb 12,5–7,10-11 EU: „… habt bereits den Trost vergessen, der zu euch redet wie zu seinen Kindern (Spr 3,11–12 EU): ‚Mein Sohn, achte nicht gering die Erziehung des Herrn und verzage nicht, wenn du von ihm gestraft wirst. Denn wen der Herr lieb hat, den züchtigt er, und er schlägt jeden Sohn, den er annimmt.’ Es dient zu eurer Erziehung, wenn ihr dulden müsst. Wie mit seinen Kindern geht Gott mit euch um; denn wo ist ein Sohn, den der Vater nicht züchtigt? … dieser aber tut es zu unserm Besten, damit wir an seiner Heiligkeit Anteil erlangen. Jede Züchtigung aber, wenn sie da ist, scheint uns nicht Freude, sondern Leid zu sein; danach aber bringt sie als Frucht denen, die dadurch geübt sind, Frieden und Gerechtigkeit.“

Es wird gewarnt, dass Menschen, denen es sehr gut geht, dazu neigen, Gott zu vergessen: „Als aber Jeschurun fett ward, wurde er übermütig. Er ist fett und dick und feist geworden und hat den Gott verworfen, der ihn gemacht hat.“ (5 Mos 32,15 )
Martin Luther schreibt zu Ps 118,5 : „… werde ein jeglicher auch ein Falke, der sich in solcher Not in die Höhe schwingen könne und wisse aufs erste sicher, zweifle auch nicht, dass ihm Gott solche Not nicht zum Verderben zuschickt, […], sondern dass er ihn damit zum Gebet, zum Rufen und zum Streit treiben will, damit er seinen Glauben übe und Gott erkennen lerne, in einem andern Anblick, als er es bisher getan hat, und gewöhne sich auch, mit dem Teufel und den Sünden zu kämpfen und durch Gottes Hilfe zu siegen. Sonst lernten wir nimmermehr, was Glaube, Wort, Geist, Gnade, Sünde, Tod oder Teufel wäre, wo es immer in Frieden und ohne Anfechtung zugehen sollte. Damit würden wir denn Gott nimmermehr kennenlernen, wir würden nimmermehr rechte Christen, … Er will, dass du zu schwach sein sollst, solche Not zu tragen und zu überwinden, auf dass du in ihm stark werden lernest und er in dir durch seine Stärke gepriesen werde.“
Bei dem lutherischen Theologen Dietrich Bonhoeffer findet sich dieselbe Haltung: „Ich glaube, dass Gott aus allem, auch aus dem Bösesten, Gutes entstehen lassen kann und will. Dafür braucht er Menschen, die sich alle Dinge zum Besten dienen lassen [Hinweis auf Röm 8,28 ]. Ich glaube, dass Gott uns in jeder Notlage soviel Widerstandskraft geben will, wie wir brauchen. Aber er gibt sie nicht im Voraus, damit wir uns nicht auf uns selbst, sondern allein auf ihn verlassen. In solchem Glauben müsste alle Angst vor der Zukunft überwunden sein. Ich glaube, dass auch unsere Fehler und Irrtümer nicht vergeblich sind, und dass es Gott nicht schwerer ist, mit ihnen fertig zu werden, als mit unseren vermeintlichen Guttaten. Ich glaube, dass Gott kein zeitloses Fatum ist, sondern dass er auf aufrichtige Gebete und verantwortliche Taten wartet und antwortet.“
Eine Argumentation, die den Glauben an Reinkarnation beinhaltet, schreibt dem Leid eine läuternde Funktion zu: Die göttliche Macht lässt eine menschliche Seele mehrere Leben in der Welt (vgl. Samsara) durchlaufen, so dass sie durch das von ihren eigenen falschen Entscheidungen verursachte Leid lernen kann. So z. B. die Anhänger von Theosophie und Anthroposophie, Geistchristen und die Bewegung Universelles Leben, außerdem viele New-Age-Schulen.

### Übel werden im Zusammenhang einer Entwicklung gesehen

#### Übel als Durchgangsstadium
Das Übel ist nur ein notwendiges Durchgangsstadium; nach Hegel dient es der dialektischen Entwicklung der Geschichte, in der eine „göttliche Vorsehung“ den „absoluten, vernünftigen Endzweck der Welt“ verwirklicht. In Perioden des Glücks, so Hegel, fehle der Gegensatz; sie seien „leere Blätter“ in der Weltgeschichte. Das Ergebnis seiner Darlegungen nennt Hegel „die wahrhafte Theodicee, die Rechtfertigung Gottes in der Geschichte“.

#### Das Böse als Rest einer Probeschöpfung
Laut jüdisch-mystischer Zohar-Auslegung des Buches Genesis hat Gott vor der Schöpfung unserer Welt andere Welten erschaffen und wegen ihrer Unvollkommenheit wieder zerstört (soweit herrscht Übereinstimmung mit der Interpretation des Midrasch). Die Reste dieser Welten haben sich laut Zohar als „Hülsen“ (heb. Qlīpōt) erhalten, die fortdauern und das Böse in der Welt verursachen (die „andere Seite“, heb. sitra aḥrā). Da aber auch sie ursprünglich von Gott erschaffen wurden, enthalten sie noch „Funken von Heiligkeit“ (heb. nīṣōṣōt šēl qədušā).
Gegen diese Theorie kann eingewandt werden, sie stehe im Widerspruch mit einigen Eigenschaften Gottes:
- Allwissen: Gott hätte wissen müssen, dass die vorherigen Welten unvollkommen sind.
- Allmacht: Gott hätte die unvollkommenen Welten bereits perfekt erschaffen oder sie zumindest so weit beseitigen können, dass das Böse und Unvollkommene nicht Einzug in unsere Welt erhält.
- Allgüte: Wie kann Gott seine eigenen Schöpfungen zerstören, wenn er gütig ist? Und wie kann er zulassen, dass seine unvollkommenen Werke Leid über Unbeteiligte in unserer Welt bringen?

Diesen Widerspruch versuchte Isaac Luria durch die Einführung der Notwendigkeit des Tzimtzum aufzulösen. Tzimtzum, wörtlich Zusammenziehung oder Rückzug, ist ein Akt göttlicher Selbstbeschränkung des En Sof (des Unendlichen). Aufgrund des Tzimtzum und des Erscheinens des unendlichen Lichtes kommt es zum Bruch der Gefäße (šəvīrat hakəlīm).

#### Die Theorie der unfertigen Schöpfung
Neutestamentliche Theologen wie der Heidelberger Klaus Berger weisen darauf hin, dass die Bibel selbst und damit der christliche Glaube nicht das Ziel habe, eine Antwort auf die Herkunft des Bösen zu geben, sondern eher darauf, dass Gott die Errettung daraus sei. Gott habe das Böse nicht geschaffen, sondern das Böse war bereits gegeben, als Gott zu wirken begann. Im Alten Testament der Bibel schaffe Gott die Welt als einen Bereich der Ordnung, der dem lebensfeindlichen Chaos abgerungen wurde. Das Chaos und die Mächte, die den Menschen und das Leben bedrohen, werden nach diesem Denkansatz hier vorerst zurückgedrängt, die Chaosmächte sind aber weiterhin anwesend und gefährlich, sobald die Anwesenheit Gottes schwindet.
Dadurch wird die Allmacht Gottes als Prinzip in Frage gestellt, welche im biblischen Denken so nicht bekannt sei, sondern eher aus dem Einfluss des griechischen Denkens komme. Gott wäre demnach dabei, in einer bösen Welt und einer unfertigen, schwachen Schöpfung sein Reich aufzubauen, aber dies könne er nicht mit einem Fingerschnippen und in einem Augenblick tun (insofern wäre der Begriff von Allmacht falsch). Allmacht sollte nach dieser Anschauung vielmehr so verstanden werden, dass letzten Endes die Verheißung des Reiches Gottes und der vollendeten Schöpfung erfüllt wird und Gott mächtiger als alle anderen Mächte in Raum und Zeit ist, nicht aber, dass Gott alles und jedes jederzeit wirkt. Das Geheimnis der Zeit steht nach Berger zwischen der „schwachen Schöpfung“ und der Erfüllung der Verheißung:

„Gott ist nicht grausam, davon bin ich im Laufe meines Lebens als Neutestamentler zusehends überzeugt. Sondern, wenn ein Unglück passiert, ist es allemal die Eigengesetzlichkeit dieser Schöpfung. Wenn jemand vor das Auto läuft und überfahren wird, ist es kein grausamer Gott, sondern es sind die Naturgesetze. Wer so über die rote Ampel hinwegsieht, dem ist nicht zu helfen. Wunder sind für diese Fälle nicht vorgesehen. Es gibt kein Menschenrecht auf Wunder. Der Tod gehört zu dieser Schöpfung hinzu, weil sie schwach ist. Gott will die Überwindung des Todes in all seinen Formen.“

### Weitere Ansätze zur Verteidigung des Glaubens an einen allmächtigen und gütigen Gott

#### Es gibt keine Lösung
Nach dem evangelisch-reformierten Theologen Karl Barth gibt es keine Lösung des Theodizee-Problems. Wir sind nicht berechtigt, Gott anzuklagen. Wir können nur dialektisch vom Paradoxon reden (Karl Barth: Das Böse ist die „unmögliche Möglichkeit“).
Ähnlich äußern sich Theologen von heute, so der ehemalige Präses der Evangelischen Kirche von Westfalen, Alfred Buß: „Ehrliche Theologie gesteht ein, dass es auf die Frage nach dem Sinn des Leidens keine Antwort gibt. Wer sie trotzdem versucht, setzt nur Irrlichter auf.“
Fast 2000 Jahre zuvor wird in den Sprüchen der Väter, einem Teil der Mischna und Hauptwerk der jüdischen Ethik, formuliert: „Rabbi Janai sagt: Es ist uns nicht gegeben zu wissen, warum Frevler in Wohlergehen und Gerechte in Leiden leben.“ (Kapitel IV, Vers 19)

#### Das Übel als Wille Gottes
Eine andere Interpretation der Bibel besagt, dem Menschen erscheinen Dinge als übel, aber er kann nicht objektiv urteilen. Für Gott habe das Übel einen Sinn, obwohl es aus menschlicher Sicht unverständlich ist. Gott ist demnach nicht nur für das verantwortlich, was Menschen subjektiv als „gut“ bewerten, sondern für alles, wenn man seine Allmacht ernst nehmen will. Dies wird u. a. mit folgenden Stellen der christlichen Bibel begründet:
- Gott habe demnach auch das Unheil erschaffen: „Ich [Gott] bilde das Licht und erschaffe das Finstere, bewirke das Gute und erschaffe das Unheil. Ich bin der Herr, der das alles vollbringt.“ (Jes 45,7 EU)
- „Oder geschieht ein Unglück in der Stadt, und der HERR hätte es nicht bewirkt?“ (Am 3,6 EU)
- Alles, d. h. ausnahmslos jedes Wesen, steht Gott zu Diensten. (Ps 119,91 EU)
- Gott mache alles zu seinem Zweck, auch den Gottlosen. (Spr 16,4 EU)
- Auch Unglaube wird als gottgewirkt angesehen, denn „Gott gibt ihnen einen Geist der Betäubung, Augen die nicht erblicken“. (Röm 11,8 EU)
- „Heißt das nun, dass Gott ungerecht handelt? Keineswegs! Denn zu Mose sagt er: Ich schenke Erbarmen, wem ich will, und erweise Gnade, wem ich will. Also kommt es nicht auf das Wollen und Streben des Menschen an, sondern auf das Erbarmen Gottes. In der Schrift wird zum Pharao gesagt: Eben dazu habe ich dich bestimmt, dass ich an dir meine Macht zeige und dass auf der ganzen Erde mein Name verkündet wird. Er erbarmt sich also, wessen er will, und macht verstockt, wen er will.“ (Röm 9,14–18 EU); siehe dazu 2 Mos 4,21 EU, 9,12 EU, 14,4 EU, 14,7 EU
- „Nun wirst du erwidern: Was tadelt Er dann noch? Wer hat denn je Seiner Absicht widerstanden? – O Mensch, in der Tat, wer bist denn du, Gott gegenüber eine solche Antwort zu geben? Das Gebilde wird doch nicht dem Bildner erwidern: Warum hast du mich so gemacht? – Hat der Töpfer nicht Vollmacht über den Ton, aus derselben Knetmasse das eine Gefäß zur Ehre und das andere zur Unehre zu machen?“ (Röm 9,19–21 EU).
- Gott wird die Macht zugeschrieben, auch das Wirken Satans ohne Weiteres vollständig zu unterbinden oder einzuschränken, wie es im vollendeten Gottesreich geschehen werde: „Er [ein Bote Gottes] bemächtigte sich des Drachen, der uralten Schlange (die der Widerwirker und der Satan ist) und band ihn für 1000 Jahre.“ (Offb 20,1ff EU)
- So soll auch die Kreuzigung Jesu in seinem Plan festgelegt gewesen sein, und niemand hätte es verhindern können: „Herodes wie auch Pontius Pilatus mit den Nationen und den Völkern Israels [waren versammelt], um alles auszuführen, was deine Hand und dein Ratschluss vorherbestimmt hatten, dass es geschehe.“ (Apg 4,26–28 EU)
- Das Böse, das dem Menschen geschieht, wird als Prüfung angesehen, welche zur Standfestigkeit im Glauben beiträgt: „Haben wir Gutes empfangen von Gott und sollten das Böse nicht auch annehmen?“ (Hi 2,10 EU)

#### Hiob und der Tun-Ergehen-Zusammenhang
Nach dem evangelischen Theologen Klaus Koch entwirft der Autor der dramatischen Geschichte des leidenden Hiob in der alttestamentlichen Weisheitsliteratur eine Theodizee-Antwort, die vor allem negativ sei. Insbesondere argumentiere jener Autor intensiv gegen den sogenannten „Tun-Ergehen-Zusammenhang“ (Glück/Wohlstand einerseits und Leid/Not andererseits gelten als eine Belohnung bzw. Bestrafung JHWHs für gerechtes oder sündhaftes Leben). Dass Hiob unschuldig sei, das wird nicht nur von ihm selbst beteuert (Hi 9,21 ) – vielmehr sagt das auch JHWH selbst: Hiob sei „untadelig und rechtschaffen; er fürchtet Gott und meidet das Böse“. JHWH erkläre, er sei von Satan aufgereizt worden, Hiob „ohne Grund zu verderben“ (Hi 2,3 ). In Streitgesprächen mit seinen Freunden weise Hiob den angeblich göttlich garantierten Zusammenhang zwischen Leiden und Schuld plausibel zurück und verlangt eine andere Antwort von JHWH. In zwei großen Gottesreden am Ende des Buches ergreife JHWH selbst das Wort und rühme seine Schöpfung als Erweis seiner Macht und seines Wissens, im Gegensatz zu Hiobs Ohnmacht und Unwissenheit. Daraufhin widerrufe Hiob (Hi 42,6 ): „So habe ich denn im Unverstand geredet über Dinge, die zu wunderbar für mich und unbegreiflich sind“ (Hi 42,3 ). Nach dem katholischen Theologen Klaus Kühlwein erkennt Hiob am Ende „im farbenprächtigen Mosaik der Schöpfung das Antlitz des Schöpfers und einen Plan, der weit entfernt ist von menschlichen, allzu menschlichen Vergeltungsfantasien, von göttlicher Willkür und kosmischer Sinnlosigkeit“.

#### Das Quellenmaterial ist unzureichend
Theologisch anerkannte relevante Überlieferungen wie die christliche Bibel können laut dieser Sichtweise Klaus Kühlweins nicht den Anspruch erheben, vollständig und widerspruchsfrei zu sein. Die christlich-theologische/philosophische Erkenntnis, die allein aus diesen Quellen geschöpft werden könne, genüge nicht, um ein hinreichend plausibles Bild der Beweggründe, Pläne und Ziele eines höchst vollkommenen Gottes und Christus, welchem Liebe, Weisheit und Macht in höchster Potenz zugeschrieben werden, zu zeichnen. (Mögliche Quellenerweiterung, siehe Mystik, Neuoffenbarung.)

#### Vertrauen zu Gott statt Lösungssuche
Nach Ansicht des römisch-katholischen Theologen Hans Küng soll „Durch Leiden … der Mensch zum Leben gelangen. Warum das so ist, warum das für den Menschen gut und sinnvoll ist, warum es nicht ohne Leid besser ginge, das kann keine Vernunft erweisen. Das kann aber vom Leiden, Sterben und neuen Leben Jesu im Vertrauen auf Gott schon in der Gegenwart als sinnvoll angenommen werden, in der Gewissheit der Hoffnung auf ein Offenbarwerden des Sinnes in der Vollendung.“
„Unbedingtes und restloses Vertrauen“ zu Gott, trotz „Unfähigkeit, das Rätsel des Leids und des Bösen enträtseln zu können“, dafür wirbt Küng mit dem Versprechen, darin finde „der leidende, zweifelnde, verzweifelte Mensch“ einen „letzten Halt“; so lasse sich das Leid „zwar nicht ‚erklären‘, aber bestehen“. So verschiebt Küng den Akzent des Theodizee-Problems: weg vom Problem eines logischen Widerspruchs zwischen zwei Aussagen, hin zur Frage nach der Qualität der Beziehung des gläubigen Menschen zu seinem Gott und hin zu der Frage, welche Auswirkungen dies Gottvertrauen auf das Leben eines Menschen haben kann, insbesondere auf das Leben eines leidenden Menschen.
Der katholische Professor für Fundamentaltheologie Armin Kreiner nennt es hingegen „völlig abwegig“, aus der Erkenntnis der Fehlbarkeit des menschlichen Ermessens zu folgern, „daß es besser wäre, auf rationale Kontrolle zu verzichten und sein Vertrauen stattdessen ausschließlich auf die göttliche Offenbarung zu setzen. Denn auch die Akzeptanz eines Offenbarungsanspruchs […] ist ein Akt des Glaubenssubjekts – ein Akt, den es, soweit es in seiner Macht steht, vor sich selbst und vor anderen zu verantworten hat. Der bewußte Verzicht auf vernünftige Kriterien der Verantwortbarkeit heiligt nicht den Glaubensgehorsam, sondern entehrt ihn zum blinden Obskurantismus.“

#### Die Theodizee-Frage als Anmaßung
Hans Küng spricht von der „Anmaßung, als neutraler und angeblich unschuldiger Zensor über Gott und die Welt das Urteil sprechen zu wollen“, da es dem Menschen nicht zustehe, die Theodizee-Frage zu stellen, sondern darum, sich ein Urteil über einen Glauben zu bilden: ein Urteil darüber, ob der Glaube an einen allmächtigen und gütigen Gott trotz Theodizee-Problem gerechtfertigt ist. Auch der Theologie-Professor Thomas Hieke hält die Frage im Zusammenhang mit dem Krieg in der Ukraine für „nicht angemessen“. Thomas Söding, ebenfalls Theologie-Professor, bezeichnete die Theodizee-Frage gar als „pervers“.

#### Gerechtigkeit in einem späteren Leben
Im Zusammenhang mit der Suche nach Gottes Güte und Gerechtigkeit beim Ukraine-Krieg 2022 verweist der Theologe Thomas Hieke darauf, dass Gott alles gut werden lasse, „wenn nicht in diesem Leben, dann in einem anderen“.

### Gottes Eigenschaften sind zu überdenken
Für die Theodizee-Frage sind unter den Eigenschaften Gottes die (angenommene) Allgüte, Allmacht, Unbegreiflichkeit und Allwissenheit relevant. Norbert Hoerster vertritt die Meinung, dass der Theist wenigstens eines der Gottesattribute aufgeben müsse. Entweder sei Gott allgütig oder er sei allmächtig. Beide Eigenschaften gleichzeitig anzunehmen betrachtet er als in sich widersprüchlich und damit irrational.

#### Gottes Allgüte wird relativiert
Einige Theologen und Philosophen haben – zum Teil mit Hinweis auf biblische Aussagen – die Meinung vertreten, dass Gott in sich komplex und eben nicht nur gut sei. Der ‚liebe‘ Gott wäre eine Verkürzung des biblischen Gottesbildes, wobei man dennoch auf diesen Aspekt Gottes vertrauen soll. Bekannt sind die Unterscheidungen von Luther und Schelling: Luther hebt den Deus absconditus (verborgenen Gott; Zorn, Gesetz) und den Deus revelatus (offenbarten Gott; Liebe, Evangelium) voneinander ab; Schelling unterscheidet zwischen Grund und Existenz in Gott, wobei Gott qua Grund die Ursache für das Übel sei. Friedrich Nietzsche bestreitet Gottes Gutsein und sieht ihn „jenseits von Gut und Böse“.
Einer noch stärker ausgeprägten ambivalenten Gottesvorstellung begegnet man zum Beispiel im Hinduismus, in der altägyptischen Religion, in der griechischen Mythologie oder in der germanischen Mythologie, wo die Götter nicht als absolut gütig und gut betrachtet werden. Sie vereinen helfende, gebende und friedensbringende Eigenschaften ebenso in sich wie zerstörerisch-wütende und kriegerische. In diesem Sinne wird durch eine ambivalente Gottesvorstellung ebenfalls die Allgüte Gottes relativiert.

#### Gottes Gerechtigkeit wird seiner Güte gegenübergestellt
Es wird argumentiert, die Gerechtigkeit Gottes mache es erforderlich, dass er nicht immer auf maximales Wohlergehen hinwirken könne. Menschliches Leiden wird gedeutet als „gerechte Strafe“ für menschliches Fehlverhalten und/oder für Ungehorsam gegenüber den Geboten Gottes und/oder für „Sünde“, d. h. die Trennung des Menschen von Gott.
Dieser Theodizee-Versuch ist dem Einwand ausgesetzt, dass menschliches Leiden oft in keinem Verhältnis zur Schuld des Betroffenen stehe, dass auch Unschuldige litten, z. B. Säuglinge. So erhalte man keine Lösung des Theodizee-Problems, sondern ein Theodizee-Problem in etwas veränderter Gestalt: „Verträgt sich die Lehre vom allmächtigen und gerechten Gott mit der Erfahrung einer Welt voller Ungerechtigkeiten?“ Hinzu kommt, nach Bart D. Ehrman, Professor für Neues Testament, ein doppeltes Problem: dass die Vorstellung von Leiden als Strafe Gottes „sowohl falsche Sicherheit als auch falsche Schuld“ erzeugt. Er schreibt:

„Wenn Strafe durch die Sünde kommt und ich kein bisschen leide, danke sehr, macht mich das gerecht? Gerechter als meinen Nachbarn, der seinen Job verloren hat oder dessen Kind bei einem Unfall getötet wurde oder dessen Frau brutal vergewaltigt und ermordet wurde? Andererseits, wenn ich schwerem Leiden unterworfen bin, liegt es wirklich daran, dass Gott mich straft? Ist es wirklich meine Schuld, wenn mein Kind mit einer Behinderung geboren wird? Wenn die Wirtschaft abstürzt und ich kein Essen mehr auf den Tisch bringen kann? Wenn ich Krebs bekomme?“

#### Gottes Allgüte wird unterschieden von menschlichen Begriffen der Güte
Der Philosoph Norbert Hoerster wendet sich gegen Argumentationen: Gottes Allgüte sei mit menschlichen Begriffen nicht zu erfassen, der menschliche Begriff der Güte beschreibe die Allgüte Gottes nur unvollkommen und nicht fehlerfrei und der Widerspruch im Theodizee-Problem sei lediglich eine Folge der Fehlerhaftigkeit menschlicher Begriffe:

„Wenn jene Güte, die der Gläubige in maximalem Ausmaß Gott zuschreibt, nicht einmal jene bescheidene Form der Güte, die man sinnvollerweise einem Menschen zuschreiben kann, zu umfassen braucht, dann hat der Gläubige seine Überzeugung (d. h. die Überzeugung Dieser Gott ist allgütig, d. h. er besitzt ein Maximum an Güte) offenbar falsch formuliert. Eine „Güte“, die mit dem, was wir gewöhnlich im menschlichen Bereich unter diesem Begriff verstehen, nicht in Zusammenhang steht, ist ein leeres Wort.“

#### Gottes Allmacht wird relativiert …

##### … durch die Freiheit des Menschen
Weitere Ansätze bei der Lösung der Theodizee-Frage liegen in der Annahme, dass Gott dem Menschen Freiheit und Eigenverantwortung in seinem Handeln lasse.
Der Philosoph Bertrand Russell vertrat die Meinung, ein allmächtiger Gott sei für alles verantwortlich. Es sei sinnlos anzuführen, das Leiden in der Welt sei durch die Sünde verursacht. Selbst wenn das wahr wäre, würde es nichts bedeuten. Wenn Gott im Voraus gewusst hätte, welche Sünden die Menschen begehen würden, so wäre er eindeutig für alle Folgen dieser Sünden verantwortlich, durch seinen Beschluss, den Menschen zu erschaffen. Von einer anderen Seite beleuchtete der Philosoph John Leslie Mackie das Problem: Wenn die Menschen Freiheit hätten in dem Sinne, dass sie in einigen Fällen tatsächlich so oder so entscheiden könnten – wenn das also weder durch äußere Umstände noch durch die Wesensart dieser Menschen festgelegt wäre –, dann wäre es unmöglich zu wissen, wie sie sich entscheiden würden, bevor sie sich entschieden hätten; niemand könnte das vorher wissen, auch kein allmächtiger Gott, der alles wüsste, was gewusst werden kann. So hätte Gott nicht wissen können, wie die Menschen ihre Freiheit gebrauchen würden. Eine solche Verteidigungsstrategie für Gott, meinte Mackie, gelinge jedoch nur auf Kosten einer sehr ernsten Aushöhlung dessen, was man gewöhnlich unter der Allwissenheit Gottes versteht. Außerdem gab Mackie zu bedenken, dass selbst dann, wenn ein allmächtiger Gott nicht wissen konnte, was Adam, Eva und Satan tun würden, wenn er sie erschüfe, er doch zweifellos wissen würde, was sie tun könnten. So wäre er ein „höllisches Risiko“ eingegangen, als er Adam, Eva und Satan erschuf; ja, er wäre das Risiko eingegangen, dass die Menschen noch weitaus bösartiger sein könnten, als sie es tatsächlich sind.

##### … durch Gottes Rückzug
Grundlage dieses Ansatzes, z. B. vertreten durch den protestantischen Pfarrer, Prediger und Schriftsteller Wilhelm Busch (1897–1966), ist die Beobachtung, dass in der westlichen Welt die Säkularisierung stets voranschreitet. Die Gebote Gottes werden nicht mehr beachtet und sind den meisten Menschen nicht einmal bekannt. Dies ist ein klares Nein zu Gott durch die Nichtbeachter. Ein „Nein“ durch Nicht-Kenner ist das noch keineswegs. Gott respektiert diese scheinbar endgültige Entscheidung und zieht sich weitgehend, aber nicht ganz zurück. Gott weiß nämlich, dass der Mensch dazulernt und zu einem geistig fortgeschritteneren Zeitpunkt aufgrund gereifter Einsicht, dass er Gottes Hilfe braucht, eine andere Entscheidung treffen könnte, die eine vertieftere Wissens- und Verstehenslage beinhalten kann.
Dietrich Bonhoeffer trieb solch eine Sicht in einem seiner Briefe auf die Spitze: „Vor und mit Gott leben wir ohne Gott. Gott lässt sich aus der Welt hinausdrängen ans Kreuz, Gott ist ohnmächtig und schwach in der Welt und gerade und nur so ist er bei uns und hilft uns.“

##### … durch den Holocaust

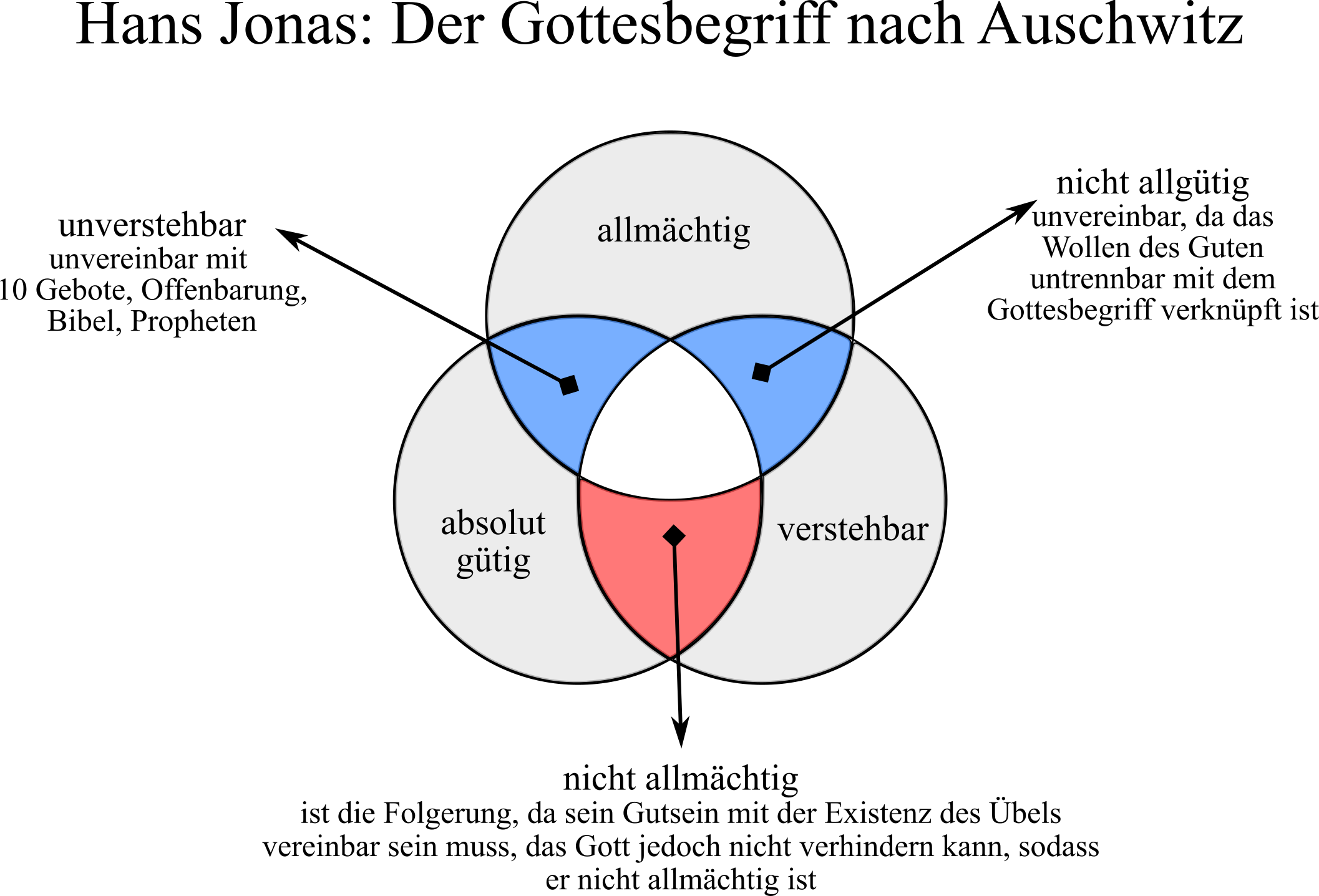
Ein Venn-Diagramm, das die Schlussfolgerungen von Hans Jonas anschaulich darstellt

Aus der Erfahrung persönlichen Leides kommt der Rabbi Harold S. Kushner in seinem Buch „Wenn guten Menschen Böses widerfährt“ zu dem Schluss, dass Gott zwar gut, aber nicht allmächtig sei. Die Frage nach dem „Warum?“ des Leides führe zu nichts, da sie entweder Wut auf sich selbst (Was habe ich getan, dass mir das passiert?) oder auf Gott (Warum lässt Gott das zu?) zur Folge habe und diese Wut verhindere, dass der Mensch Hilfe von anderen Menschen und von Gott annehmen könne. Da Gott durch die Menschen wirke, solle die Frage vielmehr lauten „Wenn mir dieses Leid nun schon einmal passiert ist, wer kann mir helfen?“ Dieser Lösungsansatz ist auch im Rahmen der sog. Theologie nach Auschwitz verbreitet. Auch Hans Jonas ist der Meinung, dass der Begriff der Allmacht zweifelhaft sei und dass deswegen auf dieses Gottesattribut verzichtet werden müsse. Jonas glaubt, dass Gott deswegen in Auschwitz nicht eingegriffen habe, weil er es nicht konnte. Jonas schlägt deshalb die Idee eines Gottes vor, der darauf verzichtet (hat), in den Verlauf des Weltgeschehens einzugreifen.

##### … durch Christus am Kreuz
Durch die Kreuzigung Christi sei die Ohnmacht des dreieinigen Gottes deutlich geworden (Dorothee Sölle: „Gott hat keine anderen Hände als die unseren“). Zugleich werde die besondere Nähe des christlichen Gottes zu den Menschen in der Passion beschrieben. Gott entäußere sich selbst und unterwerfe sich menschlicher Grausamkeit, um zugleich eine Perspektive aufzuweisen, die in die Ewigkeit hineinrage.

##### … durch ein dualistisches Weltbild
Das Böse sei durch gefallene Engel, den Teufel, Demiurgen oder miteinander konkurrierende Weltprinzipien (Dualismus) zu erklären. Als Beispiel hierfür kann die altpersische Religion Zarathustras dienen, die davon ausging, dass zwei gleich mächtige Urprinzipien die Welt beherrschen: auf der einen Seite das gute, gebende, göttliche Prinzip, auf der anderen Seite das böse, nehmende, widergöttliche. Auf diese Art und Weise wird die Allmacht Gottes bestritten, und (der gute) Gott ist dann nicht mehr für die Existenz des Bösen verantwortlich.
Auch die neutestamentliche Lehre des Paulus von Tarsus enthält in wichtigen Teilen Aspekte des persischen Dualismus (vgl. Gal 5,19 f. : „sündiges Fleisch“, Ursünde), die mit Eigeninterpretationen des Tanach zur paulinischen Theologie vermischt wurden.
In gnostischen Schriften wird die Herkunft des Bösen durch ein für Gott inakzeptables Verhalten einiger Engel beschrieben. Diese sahen Adam, der als Gottes Ebenbild geschaffen wurde, und lachten ihn wegen seiner Schwäche aus. Da Gott diese Engel verstieß, wurden sie zu seinen Feinden. Und da sie Gott selbst nicht bezwingen können, wollen sie Gottes Schöpfung durch einen Abnutzungskampf zerstören. Der Mensch kann sich nun nach seinem Schöpfer ausrichten oder sich unter der Herrschaft dieser Engel der Selbstzerstörung hingeben.
Solche dualistische Gottesvorstellungen finden sich bei den Bogomilen, in der Gnosis und im Manichäismus.

#### Gottes Allwissenheit wird relativiert
Die Gnosis sieht den Menschen als für eine vollkommene Gottesbeziehung gedacht. Durch die Sünde wurde die Weiterentwicklung der Schöpfung unvollkommen, wodurch die Beziehung des Menschen zu seinem Schöpfer und Ursprung getrübt wird. Der Mensch leidet unter diesem Umstand. Gott hüllt sich aufgrund der Sünde in einen Nebel, der dem Menschen die Distanz und Freiheit gibt, während der Zeit, die ihm gegeben ist, in Sünde zu leben, wenn er das will. Gottes Allwissenheit wird zur warnenden Botschaft einer absoluten, heiligen Gerechtigkeit, die nicht auf diese Welt beschränkt bleibt.

## Theologischer Einwand: Falsche Fragestellung
Michael Bachmann verweist darauf, dass der Begriff der Allmacht Gottes sich jedenfalls nicht schon aufgrund biblischer Aussagen und Formulierungen ergibt oder nahelegt. Im Blick auf den Gott der Juden und der Christen kommt der Terminus omnipotens erst in der Vulgata vor, der lateinischen Übersetzung von hebräischem „Alten Testament“ und griechischem Neuen Testament (s. z. B. 1. Mose 17,1; Offb 21,12 [jeweils: Deus omnipotens]). Der (hebräische) Tenach benutzt indes Ausdrücke wie „Jahwe Zebaoth“ („Herr der Heerscharen“) oder „El Shaddai“ („Gott der Wohltaten“), und die griechische Übersetzung, die Septuaginta, verwendet parallel dazu nicht selten das Wort pantokratōr („Allherrscher“ [o. ä.]), das auch im Neuen Testament zehnmal vorkommt, neunmal davon in der Johannesoffenbarung. In Offb 11,17 beispielsweise ist vom „Allherrscher“ in einem Gebet die Rede, und dabei gilt Gott, dem „Allherrscher“, der hier in der zweiten Person angeredet wird, der Dank dafür, „dass du“ nun „deine große Macht ergriffen und die Herrschaft angetreten hast“. Pantokratōr beschreibt damals also nicht etwa eine Eigenschaft, meint insofern durchaus noch nicht „Allmächtiger“ (und spricht insbesondere auch nicht von „Allmacht“), sondern ist zunächst ein „Namenselement“, zugleich (lediglich) „Ausdruck kontrafaktischer Hoffnung“, und das gerade auch auf dem Hintergrund „früher erfahrener Rettungen und angesichts entgegenstehender Mächte“. Von diesen (und weiteren) philologischen Beobachtungen her „wird mit dem energischen Insistieren auf dem sich in den antiken Dokumenten darbietenden pantokratōr-Befund […] der heute weithin als ausgemacht geltenden Auffassung begründet begegnet“ werden können und müssen, „christliche Gottesrede sei in bezug auf das menschliche Leid selbstwidersprüchlich“
Peter Knauer hält das Theodizee-Problem für das Ergebnis einer von „vorneherein falsche[n] Fragestellung“. Er betrachtet das Theodizee-Problem als ein spekulatives Problem, bei dem von Gott auf die Welt und von der Welt auf Gott geschlossen werde. Das ist seiner Meinung nach aber unzulässig, da es keine Gott und die Welt übergreifende Wirklichkeit gebe. Er verschiebt die Fragestellung von der spekulativen Ebene zu einer existentiellen Frage. Also nicht mehr „Wie kann Gott das Übel zulassen?“, sondern „Wie kann der Mensch die eigene Endlichkeit aushalten und bestehen?“

## Atheistische Schlussfolgerung: Die Existenz Gottes wird bestritten
Die atheistische Schlussfolgerung aus der, wie man meinte, misslungenen Theodizee gewann Ende des 18. Jahrhunderts an Boden. Als nach dem Erdbeben von Lissabon 1755 die optimistische Leibniz’sche Lösung der Theodizee für viele an Plausibilität einbüßte, war es nur noch ein kleiner Schritt, nicht nur Gottes Güte, sondern gleich Gottes Existenz zu verneinen.
Viele Atheisten und Agnostiker ziehen aus dem Theodizee-Problem ähnliche Schlüsse wie der Philosoph Norbert Hoerster: „… dass jedenfalls auf dem gegenwärtigen Stand unseres Wissens die Existenz eines ebenso allmächtigen wie allgütigen göttlichen Wesens angesichts der vielfältigen Übel der Welt als äußerst unwahrscheinlich gelten muss.“ Joachim Kahl sieht im Theodizee-Problem sogar eine „empirische Widerlegung des Gottesglaubens“. John Leslie Mackie führte aus: Da es nun einmal Übel gebe und „keine plausible Theodizee in Sicht“ sei, spreche viel dafür, „dass sich der Theismus nicht widerspruchsfrei darlegen lässt, ohne dass wenigstens eine seiner zentralen Aussagen wesentlich verändert wird.“ In einer Gesamtschau kommt Mackie „nach Abwägen der Wahrscheinlichkeiten“ zu dem Ergebnis, „dass weitaus mehr gegen die Existenz eines Gottes spricht als dafür“.
Eine besondere Sichtweise findet sich bei Odo Marquard:

„[Nach 1755] lag es nahe, zu meinen: die Theodizee gelingt nicht dort, wo – wie bei Leibniz – Gott durch das Schöpfungsprinzip ‚der Zweck heiligt die Mittel‘ entlastet, sondern erst dort, wo Gott von diesem Prinzip entlastet wird. Wo dieses Prinzip als Prinzip der Schöpfung gleichwohl unangefochten bleibt, muss das schließlich folgende Konsequenz haben: Gott muss – zugunsten seiner Güte – aus der Rolle des Schöpfers befreit, ihm muss – zur Rettung seiner Güte – sein Nichtsein erlaubt oder gar nahegelegt werden. … Durch diesen Atheismus ad maiorem Dei gloriam wird der Mensch der Erbe der Funktionen Gottes: nicht nur seiner Funktion als Schöpfer, sondern eben darum auch … seiner Funktion als Angeklagter der Theodizee.“

Damit sei die Theodizee in der zweiten Hälfte des 18. Jh. in die Geschichtsphilosophie gemündet. An Gottes Allgüte, Allwissenheit und Allmacht wird also in vollem Umfang festgehalten. Zur Rettung aller drei klassischen Eigenschaften wird aber die Existenz (des so definierten) Gottes aufgegeben.

## Logisch-philosophische Erklärung: Freier Wille ist unvermeidliche Konsequenz des Fühlens
Der Mathematiker, Logiker und Philosoph Raymond Smullyan führt in seinem Dialog „Ist Gott ein Taoist?“ zwischen Gott und einem Sterblichen aus, dass die Existenz fühlender Wesen unvermeidlich den freien Willen nach sich zieht und damit die Möglichkeit der Entscheidung für oder gegen das Böse, hier definiert als Handlung, die anderen fühlenden Wesen Leid zufügt. Daher ist es auch Gott logisch unmöglich, eine Welt mit fühlenden Wesen zu erschaffen, in der das Böse nicht existiert, genauso wenig wie es ihm möglich ist, ein Dreieck in der Ebene zu erschaffen, dessen Winkelsumme nicht 180° beträgt.
Das Problem des Bösen, das gute Menschen ohne erkennbare Ursache erleiden, wird nicht direkt thematisiert, allerdings werden die Themen Reinkarnation und Karma indirekt angesprochen. Gott sieht jeden Menschen als in Entwicklung begriffen. Durch seine freien Entscheidungen macht der Mensch notgedrungen Erfahrungen, die zu Leid bei sich selbst oder anderen fühlenden Wesen führen. Um dieses Leid zu vermeiden, wird der Mensch gewissermaßen durch Erfahrung automatisch gut und letzten Endes zu einem Engel, der zu Gott zurückkehrt. Dieser Entwicklungsprozess dauere zu Gottes Bedauern leider sehr lange, und er könne daran ebenfalls nichts ändern.

### Bibliographien
- Barry L. Whitney: Theodicy. An Annotated Bibliography on the Problem of Evil, 1960–1990. New York 1993.

### Ideengeschichte

#### Allgemein
- John Bowker: Problems of Suffering in Religions of the World. Cambridge 1970, ISBN 0-521-09903-X (Religionswissenschaftliche Darstellung mit Kapiteln zu Judentum, Christentum, Islam, Marxismus, Hinduismus, Buddhismus, „Dualismus“ und Einheit der Erfahrung).
- Carsten Colpe, Wilhelm Schmidt-Biggemann (Hrsg.): Das Böse. Eine historische Phänomenologie des Unerklärlichen. 2. Auflage. Suhrkamp, Frankfurt am Main 1993, ISBN 3-518-28678-1 (Inhaltsverzeichnis).
- Peter Gerlitz, Melanie Köhlmoos, Johann Maier, Hartmut Rosenau, Helmut Hollenstein, Carl-Friedrich Geyer: Theodizee I.–VI. In: Theologische Realenzyklopädie (TRE), Band 33, 2002, S. 210–237 (sehr konzise, materialreiche Darstellung zur Theodizee in der Religionsgeschichte, im Alten Testament, im Judentum, in der christlichen Dogmatik, in der Praktischen Theologie und der Philosophie).
- Carl-Friedrich Geyer: Begriffsgeschichtliches zur Theodizee. In: Archiv für Geschichte der Philosophie. Band 1, 1993.
- Peter Hünermann, Adel Theodor Khoury (Hrsg.): Warum leiden? Die Antwort der Weltreligionen. Freiburg u. a. 1987 (Grundinformationen zum religiösen Umgang mit Leid in Hinduismus, Buddhismus, Judentum, Islam, Christentum).
- Mark Larrimore: The Problem of Evil. A Reader. Oxford (UK) 2001 (Anthologie von Primärtexten von Platon bis Levinas).
- Benedikt Schwank: Warum gibt es Leid? Welche Antworten geben die großen Weltreligionen? In: Erbe und Auftrag. Jahrgang 81, 2005, S. 201–219.
- Gottfried Wilhelm von Leibniz: Theodicee, das ist, Versuch von der Güte Gottes, Freiheit des Menschen, und vom Ursprunge des Bösen. Nach der 1744 erschienenen, mit Zusätzen und Anmerkungen von Johann Christoph Gottsched ergänzten, vierten Ausgabe hrsg., kommentiert und mit einem Anhang versehen von Hubert Horstmann, Berlin 1996, ISBN 978-3-05-001960-4.

#### Altes Israel
- Walter Groß, Karl-Josef Kuschel: Ich schaffe Finsternis und Unheil! Ist Gott verantwortlich für das Übel? M. Grünewald, Mainz 1992, ISBN 3-7867-1644-7 (materialreiche Studie zu atl., literarischen und theologiegeschichtlichen Texten; Plädoyer für ein Offenhalten der Theodizee-Frage um Gottes und der Menschen willen, Kritik an diversen etablierten theologischen Antwortversuchen [Belastung des Menschen, Leiden oder Ohnmacht Gottes u. a.]; Review von David Blumenthal).
- Thomas Pola: Theodizee im Alten und Neuen Testament. Unter besonderer Berücksichtigung von Psalm 73. In: Thomas Pola: Gott fürchten und lieben. Studien zur Gotteserfahrung im Alten Testament (= Biblisch-theologische Studien. [BThSt] Band 59). 2. Auflage, Neukirchener-Verlag, Neukirchen-Vluyn 2007, ISBN 978-3-7887-2002-5, S. 79–149.
- Meik Gerhards: Gott und das Leiden. Antworten der babylonischen Dichtung Ludlul bēl nēmeqi und des biblischen Hiobbuches. Peter Lang Edition, Frankfurt am Main 2017, ISBN 978-3-631-73270-0 (Print), E- ISBN 978-3-631-73275-5 (E-Book) (Interpretation des „babylonischen Hiob“ und des alttestamentlichen Hiobbuches, die ausgehend von der philologisch-historischen Untersuchung beider Werke das Gespräch mit aktuellen philosophischen Positionen zur Theodizeeproblematik sucht).

#### Indien
- Masao Abe: The Problem of Evil in Christianity and Buddhism. In: Paul O. Ingram, Frederick J. Streng (Hrsg.): Buddhist-Christian Dialogue. Honolulu 1986, S. 139–154.
- James W. Boyd: Satan and Mara. Christian and Buddhist Symbols of Evil. Brill, Leiden 1975.
- Arthur Ludwig Herman: The Problem of Evil and Indian Thought. Dissertation, University of Minnesota, New Delhi 1976.
- Trevor Oswald Ling: Buddhism and the Mythology of Evil. A Study in Theravada Buddhism. London 1997.
- Wendy Doniger O’Flaherty: The Origins of Evil in Hindu Mythology. Berkeley / Los Angeles / London 1980.

#### Griechische Antike
- C. Schäfer: Das Dilemma der neuplatonischen Theodizee. Versuch einer Lösung. In: Archiv für Geschichte der Philosophie. Band 1, 2000.

#### Frühes Christentum, Gnostizismus, Patristik
- K. Gronau: Das Theodizeeproblem in der altchristlichen Auffassung. 1922.
- P. Koslowski (Hrsg.): Gnosis und Theodizee. Eine Studie über den leidenden Gott des Gnostizismus. Wien 1993.
- Michael Bachmann: Gott der Allmächtige. Der Pantokrator der Bibel und die Theodizeediskussion. Freiburg 2019, ISBN 978-3-451-38068-6.

#### Islam
- Navid Kermani: Der Schrecken Gottes. Attar, Hiob und die metaphysische Revolte. C. H. Beck, München 2005, ISBN 3-406-53524-0.
- Eric Ormsby: Theodicy in Islamic Thought. The Dispute over Al-Ghazali’s “Best of All Possible Worlds”. Princeton University Press, Princeton 1984.

#### Jüdische Philosophie
- Oliver Leaman: Evil and Suffering in Jewish Philosophy. New York 1995.

#### Neuzeit
- H. Busche: Leibniz’ Theodizee – ihre Ziele und ihre Argumente.
- R. Freiberg: Moments which Murdered my God and my Soul. Der Theodizee-Diskurs im Spiegel ausgewählter Holocaust-Literatur. In: G. Bayer, R. Freiberg (Hrsg.): Literatur und Holocaust. Würzburg 2008.
- Walter Groß, Karl-Josef Kuschel: „Ich schaffe Finsternis und Unheil!“ Ist Gott verantwortlich für das Übel? Mainz 1992.
- F. Hermanni: Die letzte Entlastung. Vollendung und Scheitern des abendländischen Theodizeeprojektes in Schellings Philosophie. Wien 1994.
- Hans-Gerd Janßen: Gott – Freiheit – Leid. Das Theodizee-Problem in der Philosophie der Neuzeit. 2., unveränderte Auflage. Wissenschaftliche Buchgesellschaft, Darmstadt 1993, ISBN 3-534-02399-4.
- O. Lempp: Das Problem der Theodicee in der Philosophie und Literatur des 18. Jahrhunderts bis auf Kant und Schiller. Dissertation, Universität Tübingen 1910, gedruckt Leipzig 1910, Nachdruck Hildesheim 1976.
- H. Lindau: Die Theodizee im 18. Jahrhundert. Entwicklungsstufen des Problems vom theoretischen Dogma zum praktischen Idealismus. Leipzig 1911.
- U. Steiner: Politische Theodizee. Philosophie und Poesie in der lehrhaften Dichtung des achtzehnten Jahrhunderts. München 2000.
- Gerhard Streminger: Die Welt gerät ins Wanken. Das Erdbeben von Lissabon im Jahre 1755 und seine Nachwirkungen auf das europäische Geistesleben. Alibiri Verlag 2021.
- R. Wegener: Das Problem der Theodizee in der Philosophie und Literatur des 18. Jahrhunderts. Mit besonderer Rücksicht auf Kant und Schiller, Berlin 1909.

### Systematische Darstellungen
- Marilyn McCord Adams: Horrendous Evils and the Goodness of God. Cornell University Press, Ithaca (NY) 1999.
- Florin George Calian (Hrsg.): Editorial RES 1/2024: Religion and the Problem of Evil (I) Religion und das Problem des Bösen (I). In: Review of Ecumenical Studies. Band 16, 20240401, 5, doi:10.2478/ress-2024-0001.
- Florin George Calian (Hrsg.): Editorial RES 2/2024: Religion and the Problem of Evil (II) Religion und das Problem des Bösen (II). In: Review of Ecumenical Studies. Band 16, 20240801, 175, doi:10.2478/ress-2024-0015.
- B. J. Claret (Hrsg.): Theodizee. Das Böse in der Welt. 2. Auflage. Darmstadt 2008.
- Walter Dietrich, Christian Link: Die dunklen Seiten Gottes. Band 2: Allmacht und Ohnmacht. Neukirchener Verlag, Neukirchen 2000.
- Alexander Dietz: Die Bedeutung der Ausgangsfrage für die Bearbeitung des Theodizeeproblems. In: Neue Zeitschrift für Systematische Theologie. (NZSTh) Band 53, 2011, S. 285–302.
- David R. Griffin: God, Power and Evil. A Process Theodicy. Philadelphia (Pa) 1976.
- Friedrich Hermanni: Das Böse und die Theodizee. Eine philosophisch-theologische Grundlegung. Kaiser / Gütersloher Verlagshaus, Gütersloh 2002, ISBN 3-579-05391-4 (Habilitation, KH Bethel 2001).
- John Hick: Evil and the God of Love. 1. Auflage. Harper & Row, New York 1966 (2. Auflage. 1978).
- Daniel Howard-Snyder (Hrsg.): The Evidential Argument from Evil. Indiana University Press, Bloomington/Indianapolis 1996.
- Peter Koslowski (Hrsg.): Der Leidende Gott: Eine philosophische und theologische Kritik. Fink, München 2001.
- Armin Kreiner: Gott im Leid. Zur Stichhaltigkeit der Theodizee-Argumente. 3. Auflage. Freiburg u. a. 2005, ISBN 3-451-28624-6.
- Willi Oelmüller (Hrsg.): Worüber man nicht schweigen kann. Neue Diskussionen zur Theodizeefrage. Fink, München 1992.
- Dewi Z. Phillips: The Problem of Evil and the Problem of God. Fortress, Minneapolis 2005.
- Karl Rahner: Warum lässt Gott uns leiden? In: Schriften zur Theologie. XIV (1980), S. 450–466 (ebenfalls veröffentlicht in: Worte vom Kreuz. Freiburg 1980; K. Lehmann, A. Raffelt (Hrsg.): Praxis des Glaubens, geistliches Lesebuch. 1982, S. 432–444; K. Rahner: Sämtliche Werke. Band 30. Freiburg 2009, S. 373–384).
- William Rowe (Hrsg.): God and the Problem of Evil. Blackwell Readings in Philosophy. Malden (Mass) 2002.
- Klaus von Stosch: Theodizee. Ferdinand Schöningh, Paderborn 2013.
- Gerhard Streminger: Gottes Güte und die Übel der Welt. Das Theodizeeproblem. Mohr, Tübingen 1992 (italienische Übersetzung: EffeElle Editori 2006, 2. Auflage (gekürzt), Aracne, Rom 2009).
- Peter van Inwagen: The Problem of Evil. Oxford University Press, Oxford 2006.
- Harald Wagner u. a. (Hrsg.): Mit Gott streiten. Neue Zugänge zum Theodizee-Problem (= Quaestiones disputatae. Band 169). Herder, Freiburg im Breisgau 1998, ISBN 3-451-02169-2.
- Paul Weingartner: Evil. Different Kinds of Evil in the Light of Modern Theodicy. Peter Lang, Bern 2003.
- Paul Weingartner (Hrsg.): Das Problem des Übels in der Welt. Vom interdisziplinären Standpunkt. Peter Lang, Bern 2005.